# Переводы литовской литературы на русский язык
Переводы литовской литературы на русский язык
Во время Второй мировой войны, начиная с 1940 года, в советской периодике на русском языке публиковалось большое количество переводов Л. Гиры, П. Цвирки, С. Нерис и других литовских поэтов и писателей. На русском языке выходили сборники «Живая Литва» (проза, 1942), «Вечная ненависть» (1943), «За Советскую Прибалтику» (проза, 1943), «Над синим Неманом» (1944), «Дорога в Литву» (1944), сборники поэзии Л. Гиры «Стихи» (1940) и «Слово борьбы» (1943), С. Нерис «Сквозь посвист пуль» (1943), А. Венцловы «Родное небо» (1944), К. Корсакаса «В разлуке» (1944).
Переводами литовской литературы занимались поэты и переводчики Д. Бродский, В. Казин, Д. Кедрин, С. Мар, М. Петровых, М. Зенкевич, В. Звягинцева, З. Шишова и другие. Определяющую роль в литературной жизни, в издательской политике, в отборе материала для переводов играли политические и идеологические мотивы: Венцлова, Цвирка, Нерис, Корсакас ещё до войны были известны левыми прокоммунистическими взглядами, некоторые из них состояли агентами советских спецслужб. Писатели принимали активное участие в советизации Литвы: Корсакас был директором Литовского телеграфного агентства, Цвирка, Нерис, Венцлова, Гира входили в состав делегации Народного сейма, которая доставила в Москву декларацию о вступлении Литвы в состав СССР, поэт и журналист Палецкис был председателем Народного правительства, Венцлова и Александрас Гудайтис-Гузявичюс были наркомами. Во время Великой Отечественной войны Венцлова, Гира, Нерис, Ю. Балтушис, Корсакас, Э. Межелайтис и другие были эвакуированы вглубь СССР и принимали участие в советских пропагандистских кампаниях, целью которых была мобилизация советских народов на борьбу с немецко-фашистскими захватчиками и насаждение коммунистической идеологии.
После завершения Второй мировой войны на русский язык было переведено множество произведений литовской литературы. Переводы издавались главным образом в Вильнюсе и Москве. Первое время выходили преимущественно различные сборники антологического характера — «Поэты Литвы» (Москва, 1947), «Поэты Советской Литвы» (Москва, 1948), «Декада литовской литературы в Москве» (1948), «Литовские новеллы» (1948), «Поэзия Литвы. Антология» (Вильнюс, 1950), «Проза Советской Литвы» (1950), «Поэты Советской Литвы» (Москва, 1953), «Литовские рассказы» (1953), «Советская литовская драматургия» (1954), сборники стихотворений «Нас партия ведёт» (1954). Позднее вышли сборники «Литовские рассказы» (1961), «Литовские поэты XIX века» (1962) и другие.
Перевод Д. Бродского «Времён года» К. Донелайтиса в отрывках публиковался в переводах ещё во время войны, затем вышел отдельным изданием (Москва, 1946). Новые издания «Времён года» и басен Донелайтиса выходили в Москве (1951, 1955, 1964), Ленинграде (1960), Вильнюсе (1951). На русском языке издавались сборники Антанаса Страздаса «Запеваю не для славы» (Вильнюс, 1955), «Песни» (Москва, 1958), поэма Антанаса Баранаускаса «Аникшчяйский бор» (1950; Вильнюс, 1952; перевод Н. Тихонова), сборники произведений Лаздину Пеледы (1955; «Исчезло как сон», Москва, 1960; переводы Ф. И. Шуравина, З. Шишовой), сборник рассказов Йонас Билюнаса «Первая стачка» (Вильнюс, 1952; переводы О. Юоделене), повестей и рассказов «Светоч счастья» (Вильнюс, 1964; переводы О. Юоделене, Б. Залесской), также три сборника «Избранное» Майрониса (1948, Москва, 1949, Москва, 1962), «Избранное» Юлюса Янониса (1953, 1955), сборники стихотворений, рассказов и публицистики К. Вайраса-Рачкаускаса «Переживания» (1959).
В Москве и других городах СССР проходили декады, недели, дни литовской литературы и искусства. При Союзе писателей СССР действовала постоянная комиссия по литовской литературе, главной задачей которой была пропаганда её достижений. Статьи о литовской литературе и рецензии на произведения литовских писателей и поэтов писали П. Г. Антокольский, К. Федин, А. Макаров, П. Ф. Нилин, В. Огнев, Л. Озеров, Н. С. Тихонов, К. Зелинский и другие советские писатели и литературные критики. Произведения в русских переводах и статьи о литовской литературе печатались в советских периодических изданиях («Вопросы литературы»; «Дружба народов»; «Литва литературная» — первоначально ежегодный альманах, затем журнал, впоследствии переименованный в «Вильнюс»).
На русском языке были выпущены роман П. Цвирки «Земля кормилица» (1949, 1968), сборник «Рассказы» (1950), сборник избранной прозы (1954), собрание сочинений в трёх томах (1967). Тенденциозный роман «Правда кузнеца Игнотаса» Александраса Гудайтиса-Гузявичюса в 1950—1963 на русском языке вышел в семи изданиях, роман «Братья» в 1953—1968 — в четырёх; кроме того, в русских переводах выходили его сборники новелл «Тёмная ноченька» (1961), роман «Заговор» (1967), книга «Чёрная торпеда» (Москва, 1970). Роман А. Венуолиса «Усадьба Пуоджюнасов» (другое название «Пуоджюнкемис») в 1952—1954 вышел тремя издания на русском языке; на русском языке издавались большими тиражами другие прозаические произведения Венуолиса. Роман Йонаса Довидайтиса «Большие события в Науяместисе» усиленно пропагандировался как первое крупное произведение в литовской литературе о рабочем классе и в 1951—1952 вышел на русском языке в тремя изданиями. Помимо того, в русских переводах вышли сборники рассказов того же автора «Беспокойный человек» (1953), «Любовь и ненависть» (1956). Советской литературной политике отвечало изображение тяжелой жизни трудового народа в буржуазной Литве и социальных противоречий в творчестве Юозаса Балтушиса (на русском языке вышли в 1953 сборник его пьес и рассказов, в 1959 — первая часть романа «Проданные годы», в 1963 и 1965 — завершённый роман, в 1965 — сборник рассказов и очерков) и Йонаса Авижюса (в русских переводах повесть «Наследство», 1951; «Повести и рассказы», 1953; сборник повестей и рассказов «Река и берега», 1960; роман «Стеклянная гора», 1961; «Деревня на перепутье», 1964, 1966, 1969; «Потерянный кров», 1972; Ленинская премия, 1976). Пропгандировалась реалистическая проза Евы Симонайтите; на русском языке дважды выходил её роман «Пикчюрнене» (1954, 1955). Переводились также её «Вилюс Каралюс» (1961), автобиографическая повесть «…А было так» (1963), «В чужом доме» (1965), роман «Судьба Шимонисов» (1966). В русских переводах выходили романы Путинаса «В тени алтарей» (три издания с 1958 по 1964), «Повстанцы» (Москва, 1962; Вильнюс, 1970), книга Б. Сруоги «Лес богов» (1958, 1964), романы Т. Тильвитиса «Путешествие вокруг стола» (1959), А. Венцловы «День рождения» (1960), Йонаса Марцинкявичюса «Беньяминас Кордушас» (1961), повесть «Первый год» (1957) и роман «Временная столица» (1964) Г. Корсакене, пьесы «Накануне» (1954), «Жаркое лето» (1957), сборник рассказов «Люди» (1962) заслуженного деятеля искусств Литовской ССР А. Грицюса, автобиографическая повесть Йонас Рагаускас «Ступайте, месса окончена» (1961) о переходе профессора духовной семинарии к атеизму.
Литовскую поэзию с 1950-х годов переводили такие известные поэты, как Анна Ахматова (Саломея Нерис, Людмила Малинаускайте-Эгле), Давид Самойлов (Саломея Нерис, Валерия Вальсюнене, Альфонсас Малдонис, Юстинас Марцинкявичюс, Марцелиюс Мартинайтис, Путинас), Булат Окуджава (Альгимантас Балтакис), Илья Сельвинский (Балис Сруога, Витаутас Сириос-Гира), Михаил Светлов (Йонас Билюнас, Адомас Ластас), Всеволод Рождественский (Клеопас Юргялионис, Андрюс Дабулявичюс, Миколас Линкявичюс), Юрий Левитанский (Юстинас Марцинкявичюс), Роберт Рождественский (Альгимантас Балтакис), Борис Слуцкий (Эдуардас Межелайтис, Альфонсас Малдонис, Альгимантас Балтакис), Станислав Куняев (Путинас, Юстинас Марцинкявичюс), Павел Антокольский (Майронис, Юстинас Палецкис, Теофилис Тильвитис, Пятрас Цвирка), Юнна Мориц (Путинас), Мария Петровых (Майронис, Юстинас Палецкис), Леонид Мартынов (Анатанас Венцлова, Эдуардас Межелайтис), Александр Межиров (Эдуардас Межелайтис), Лев Озеров (Витаутас Монтвила, Казис Борута, Теофилис Тильвитис, Йонас Шимкус, Юстинас Марцинкявичюс), Николай Старшинов (Паулюс Ширвис), Лариса Васильева (Антанас Йонинас), Новелла Матвеева (Саломея Нерис, Янина Дегутите), Александр Кушнер (Робертас Кятуракис), а также А. Гатов, В. Державин, В. К. Звягинцева, М. Замаховская, М. А. Зенкевич, В. Казин, Д. Кедрин, А. Кленов, М. Л. Лозинский, В. А. Луговской, С. Мар, С. Маршак, А. А. Прокофьев, Я. Смеляков, Н. С. Тихонов и многие другие. Литовских поэтов переводили на русский язык также жившие в Литве Григорий Канович, Юрий Григорьев, И. Капланас, Юрий Кобрин, Виталий Асовский, Георгий Ефремов, Владимир Коновалов, Михаил Двинский.
Издания литовской литературы на русском языке многократно увеличивали аудиторию литовских писателей. Язык-посредник делал их творчество доступным многонациональной читательской массе в СССР и включал их в советский литературный процесс, в развитие советской многонациональной литературы.